# Georg Fritz Weiß

Georg Fritz Weiß als Meister Bernhard, Rollenbild, in Carl Vreles Agnes

Georg Fritz Weiß (* 5. Februar 1822 in Ehrenfriedersdorf; † 14. März 1893 in Niederlößnitz) war ein deutscher Opernsänger (Bass), Schauspieler sowie Übersetzer. Weitere Namensansetzungen sind Georg Fritz Weiss, Georg Weiß, Georg Weiss, Fritz Weiß und Fritz Weiss.

## Leben und Wirken
Weiß erhielt während seiner Schulzeit auf der Thomasschule zu Leipzig im Thomanerchor seine Gesangsausbildung. Neben dem Universitätsstudium der Philologie und der Jurisprudenz übte er im Universitätsgesangsverein sein musikalisches Können. Seit Winter 1845/46 war er Mitglied der Leipziger Universitäts-Sängerschaft zu St. Pauli (heute Deutsche Sängerschaft). Anlässlich einer Reise nach Dresden 1849 lernte er den Intendanten des Dresdner Hoftheaters kennen, der ihn für kleine Rollen engagierte und seine weitere Stimmausbildung Barbieri übertrug.
Engagements führten ihn nach Görlitz, Königsberg, Kassel, Brünn, Stralsund und Rostock; sein Engagement nach St. Petersburg 1857 zerschlug sich, woraufhin Weiß nach Dresden zurückkehrte. Hier wurde er mit der Rolle des Ersten Sprechers für die Zauberflöte betraut. Am Dresdner Hoftheater sollte er Zeit seines weiteren Künstlerlebens Ensemblemitglied als Königlicher Hofopernsänger und Schauspieler bleiben.
Weiß, der 1865 Freimaurer wurde, zog sich nach seiner Pensionierung nach Niederlößnitz zurück.
Neben seiner künstlerischen Laufbahn hatte Weiß auch immer sein Interessengebiet der Philologie verfolgt. Er übersetzte die „attischen Nächte“ (Noctes Atticae) des Aulus Gellius, die 1875/1876 erschienen und für die er die Ernennung zum Doktor der Philosophie der Universität Leipzig erhielt. In dem Zusammenhang erstellt Weiß auch den „Index Gellianus“. Weitere Übersetzungen spätlateinischer Schriftsteller folgten. Nach der Übersetzung von Der Goldene Esel (Metamorphosen) des Apuleius von Madauros konnte er die „Apologie“ nur noch seiner Ehefrau in die Feder diktieren, das Werk erschien posthum im Jahr 1894.
Weiß wurde auf dem Dresdner Trinitatisfriedhof beerdigt.

## Werke
- Aulus Gellius: Die attischen Nächte. 2 Bände, 1875–1876, Nachdruck WBG, Darmstadt 1981 (einzige deutsche Gesamtübersetzung [Digitalisat]).